# Albocabe
Albocabe es una localidad deshabitada de la provincia de Soria, partido judicial de Soria,  Comunidad Autónoma de Castilla y León, España. Pueblo de la comarca de Campo de Gómara que pertenece al municipio de Aliud.
Para la administración eclesiástica de la Iglesia católica, forma parte de la Diócesis de Osma la cual, a su vez, pertenece a la Archidiócesis de Burgos.

## Estación de ferrocarril
Localidad hoy deshabitada, en su día llegó a albergar una estación e instalaciones ferroviarias que formaban parte de la línea férrea Santander-Mediterráneo, entre los municipios de Gómara y Almenar de Soria.

## Patrimonio
Iglesia de San Miguel Arcángel, que se encuentra en ruinas, y está en la Lista roja de patrimonio en peligro.

### Comunicaciones
Localidad situada a medio camino entre Gómara y Almenar de Soria.